# 豊川信用金庫
豊川信用金庫（とよかわしんようきんこ）は、愛知県豊川市に本店を置く信用金庫。通称「かわしん」。

## 概説
宝飯郡豊川町（現：豊川市）で発足した信用組合を前身とし、東三河地域を中心に営業を行う。
東海地方の信用金庫で唯一、東海地区信金共同事務センターに加盟していなかったが、2015年（平成27年）1月に加盟した。

### 代表者
- 理事長：真田光彦（代表理事）

### 従業員
- 556人

### 預金高
- 8,645億円（2023年3月31日現在）

### 店舗数
- 36（本店・33支店・2出張所）

### 営業地区
- 豊川市、豊橋市、蒲郡市、新城市、岡崎市、田原市、西尾市（旧幡豆町域）、安城市、知立市、豊田市（2005年の編入以前の市域）、静岡県湖西市
- 北設楽郡：東栄町、設楽町、豊根村
- 額田郡：幸田町

※ 店舗設置地区は太字で表記。

### 指定金融機関
- 豊川市
- 豊根村

## 歴史
- 1937年（昭和12年）11月20日 - 産業組合法に基づく保証責任豊川町商工信用組合として事業開始[4]。
- 1944年（昭和19年）4月1日 - 市街地信用組合法に基づく豊川市信用組合に改組[4]。
- 1951年（昭和26年）12月5日 - 信用金庫法に基づく豊川信用金庫に改組[4]。
- 1973年（昭和48年）12月 - 豊川信用金庫事件：流言により取り付け騒ぎが発生する。
- 1995年（平成7年）4月 - 豊川市指定金融機関としての業務開始。
- 2000年（平成12年）10月1日 - 東三信用組合（新城市）と対等合併する[5]。
- 2002年（平成14年）10月15日 - 岡崎市民信用組合（岡崎市）と対等合併する[6]。
- 2009年（平成21年）10月1日 - 指静脈認証が利用可能なICキャッシュカードの発行を開始。
- 2020年（令和2年）
  - 2月17日 - この日から磁気の影響を受けにくい新しい通帳（Hi-Co通帳）を取扱開始した(Hi-Co通帳に対応していない信用金庫ATMではHi-Co通帳は使えない。) [7]。
  - 4月 ‐ 普通預金口座（総合口座含む）へ未利用口座管理手数料導入[8]。
  - 5月1日 - 音羽支店、蒲郡西支店、鳳来支店、東栄支店、中条出張所、伊奈出張所にて「お昼時間休業」導入。

## 店舗
- 本店営業部（豊川市末広通3丁目34番地1）
  - 1937年11月20日 - 宝飯郡豊川町大字豊川字久通72番地にて、保証責任豊川町商工信用組合が事業開始[9]。
  - 1947年（昭和22年）3月30日 - 豊川市豊川町久通13番地5に新築[9]。
  - 1948年（昭和23年）7月1日 - 本店制を施行し、本店営業部を新設[10]。
  - 1955年（昭和30年）12月14日 - 豊川市豊川町久通80番地に新築移転[9]。
  - 1978年（昭和53年）1月17日 - 豊川市末広通3丁目34番地1に移転[9]。
- 牛久保支店（豊川市中条町小松100番地）
  - 1948年（昭和23年）7月26日 - 豊川市牛久保町常盤162番地に開設[9]。
  - 1952年（昭和27年）5月25日 - 豊川市牛久保町常盤13番地に新築移転[9]。
  - 1971年（昭和46年）11月22日 - 豊川市中条町小松100番地に新築移転[9]。
  - 1992年（平成4年）4月20日 - 豊川市牛久保町常盤71番地1に新築移転[11]。
  - 2023年（令和5年）2月 - 中条出張所跡地（豊川市中条町）に新築移転[12]。
- 諏訪支店（豊川市諏訪3丁目20番地）
  - 1950年（昭和25年）7月3日 - 市役所前支店として豊川市市田町諏訪林39番地に開設[9]。
  - 1956年（昭和31年）12月21日 - 豊川市市田町諏訪林46番地の1に新築移転し、諏訪支店に改称[9]。
  - 1972年（昭和47年）12月3日 - 豊川市市田町諏訪官林34番地の4に新築移転[13]。
  - 1973年（昭和48年）7月1日 - 町名整理により、所在地が豊川市諏訪3丁目20番地となる[14]。
  - 2018年（平成30年）7月9日 - 同地に新築[15]。
- 国府支店（豊川市新栄町2丁目51番地4）
  - 1948年（昭和23年）7月3日 - 豊川市国府町豊成62番地に開設[9]。
  - 1954年（昭和29年）7月25日 - 豊川市国府町流霞94番地1に新築移転[9]。
  - 1964年（昭和39年）4月20日 - 豊川市国府町流霞69番地7に新築移転[9]。
  - 2006年（平成18年）12月18日 - 豊川市新栄町2丁目51番地4に新築移転[16][17]。

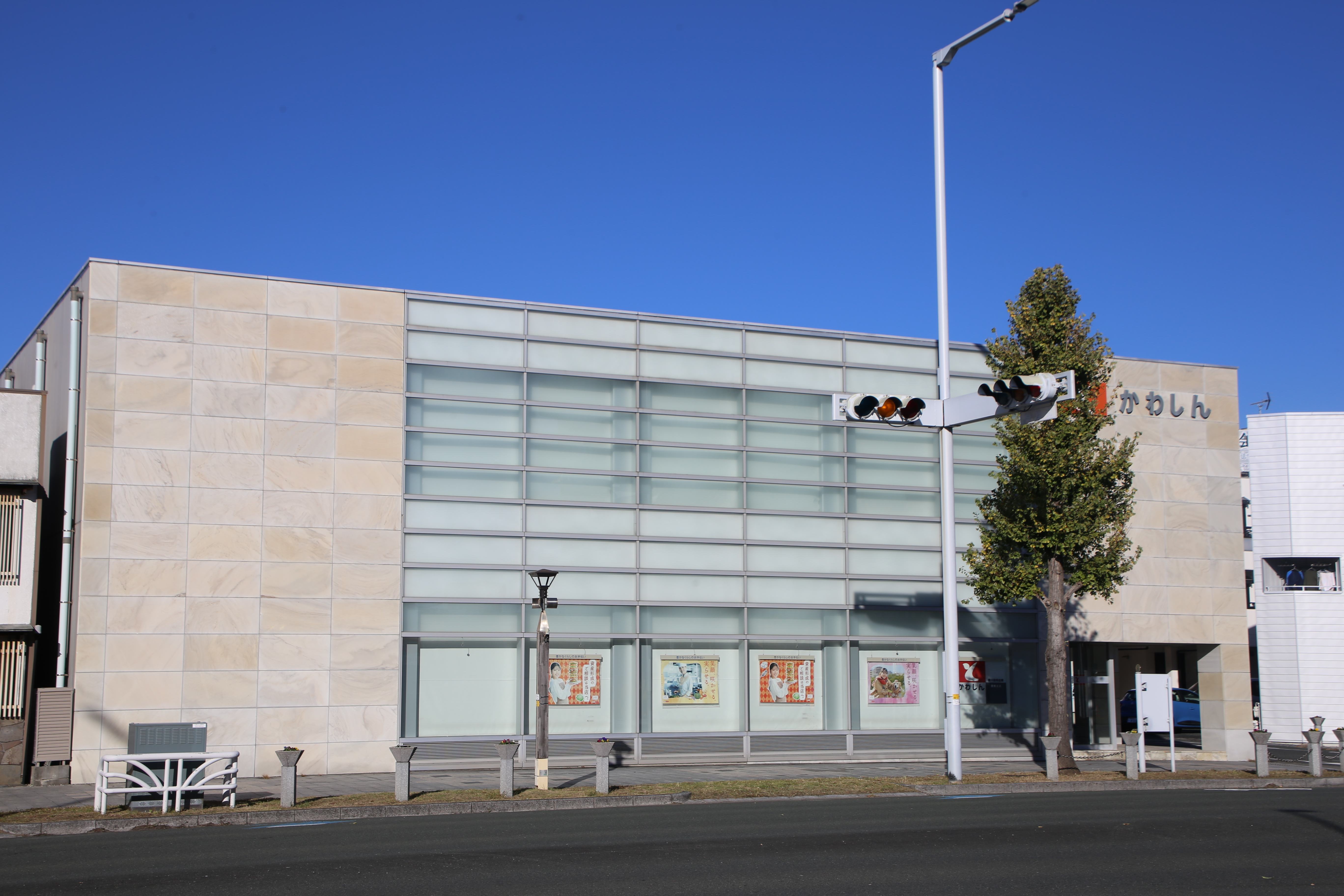
御津支店（豊川市御津町西方長田2番地3）
  - 1953年（昭和28年）7月24日 - 宝飯郡御津町大字西方字松本30番地1に開設[9]。
  - 1966年（昭和41年）9月26日 - 宝飯郡御津町大字西方字中屋敷119番地の4に新築移転[9]。
  - 1984年（昭和59年）3月26日 - 宝飯郡御津町大字西方字長田2番地3に新築移転[18]。
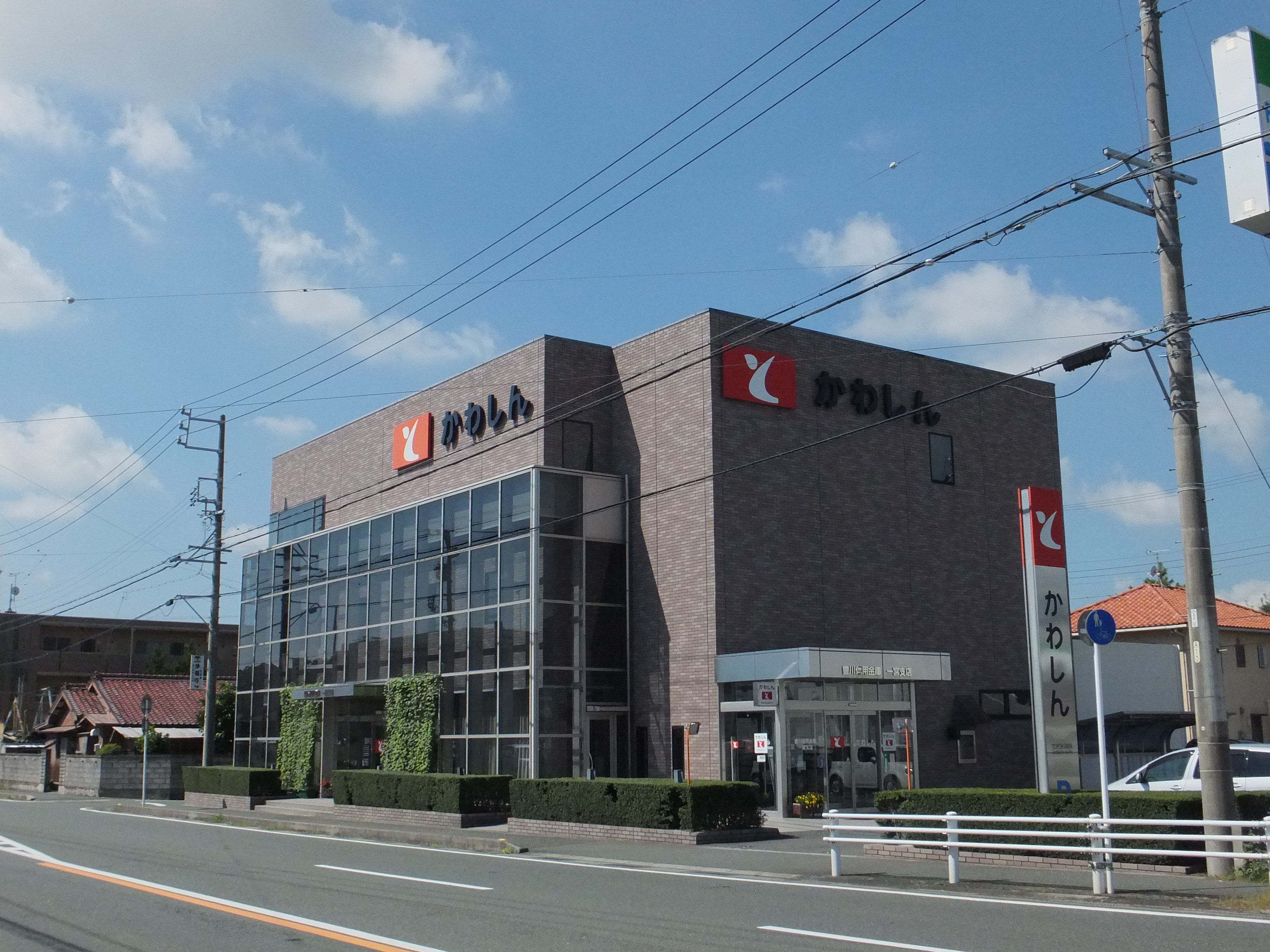
小坂井支店（豊川市伊奈町古当7番地1）
  - 1957年（昭和32年）12月23日 - 宝飯郡小坂井町大字小坂井字中野26番地に開設[9]。
  - 1959年（昭和34年）3月15日 - 宝飯郡小坂井町大字小坂井字門並33番地2に新築移転[9]。
  - 1981年（昭和56年）7月27日 - 宝飯郡小坂井町大字伊奈字古当7番地1に新築移転[19]。
- 豊橋支店（豊橋市新吉町41番地3）
  - 1963年（昭和38年）5月7日 - 豊橋市大橋通1丁目98番地に仮店舗で開設[9]。
  - 1964年（昭和39年）3月23日 - 同地に新築[9]。
  - 2004年（平成16年）10月12日 - 豊橋市新吉町41番地3に新築移転[20][21]。
- 瓦町支店（豊橋市瓦町通1丁目15番地）
  - 1968年（昭和43年）3月14日 - 豊橋市瓦町通1丁目15番地に開設[9]。
  - 2004年（平成16年）10月11日 - 豊橋支店へ統合[20]。
- 一宮支店（豊川市一宮町幸211番地）
  - 1970年（昭和45年）11月18日 - 宝飯郡一宮町大字一宮字大ブロ23番地の296に開設[9]。
  - 1995年（平成7年）5月15日 - 宝飯郡一宮町大字一宮字亥子角117番地1に新築移転[22]。
- 豊橋西支店（豊橋市東脇4丁目20番地3）
  - 1973年（昭和48年）3月26日 - 豊橋市往完町字郷社東95番地に開設[9]。
  - 2017年（平成29年）2月13日 - 豊橋市東脇4丁目に新築移転[23]。
- 蒲郡支店（蒲郡市三谷北通4丁目110番地）
  - 1975年（昭和50年）9月16日 - 蒲郡市三谷北通4丁目110番地に開設[9]。
- 新桜支店（豊川市新桜町通1丁目18番地1）
  - 1977年（昭和52年）3月14日 - 豊川市新桜町通1丁目18番地に開設[9]。
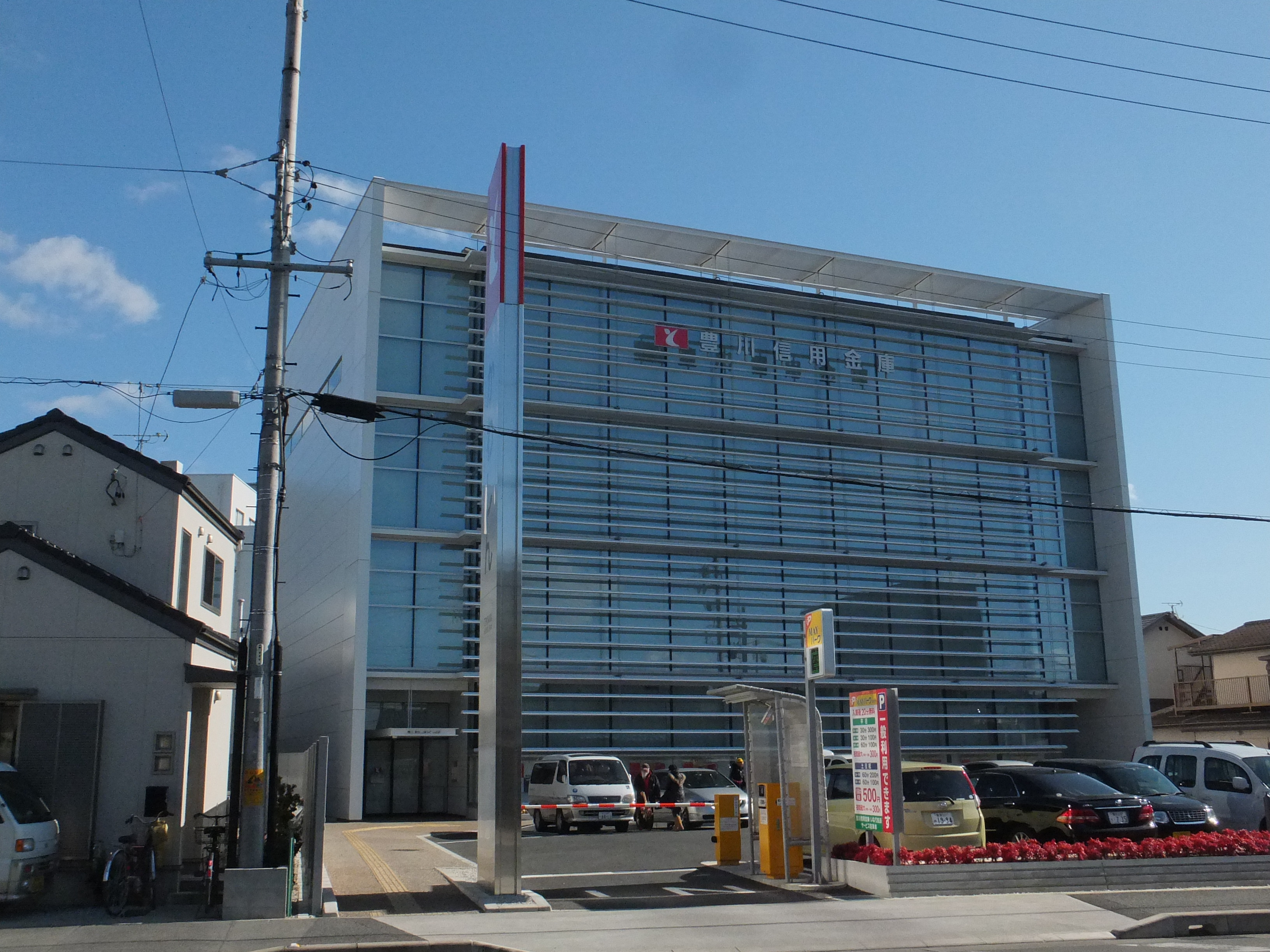
いなり支店（豊川市旭町17番地）
  - 1978年（昭和53年）1月17日 - 本店跡（豊川市豊川栄町22番地）に開設[9]。
  - 2013年（平成25年）3月4日 - 豊川市旭町に新築移転[24]。
- 弥生支店（豊橋市弥生町字東豊和55番地1）
  - 1978年（昭和53年）10月16日 - 豊橋市弥生町字東豊和55番地1に開設[25]。
- 御油支店（豊川市御油町河田2番地1）
  - 1979年（昭和54年）11月12日 - 豊川市御油町河田2番地1に開設[25]。
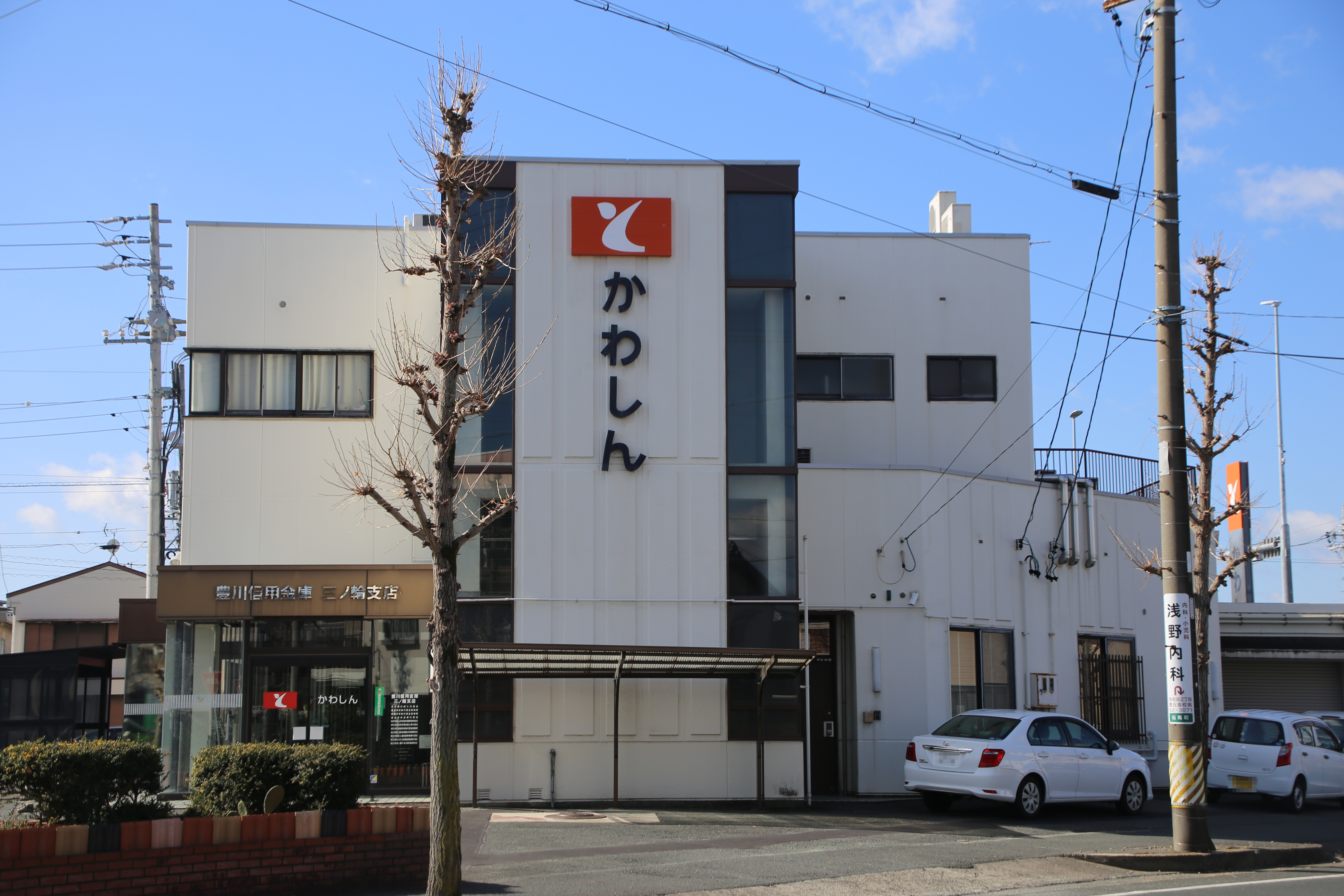
三ノ輪支店（豊橋市伝馬町169番地）
  - 1980年（昭和55年）10月20日 - 豊橋市伝馬町169番地に開設[19]。
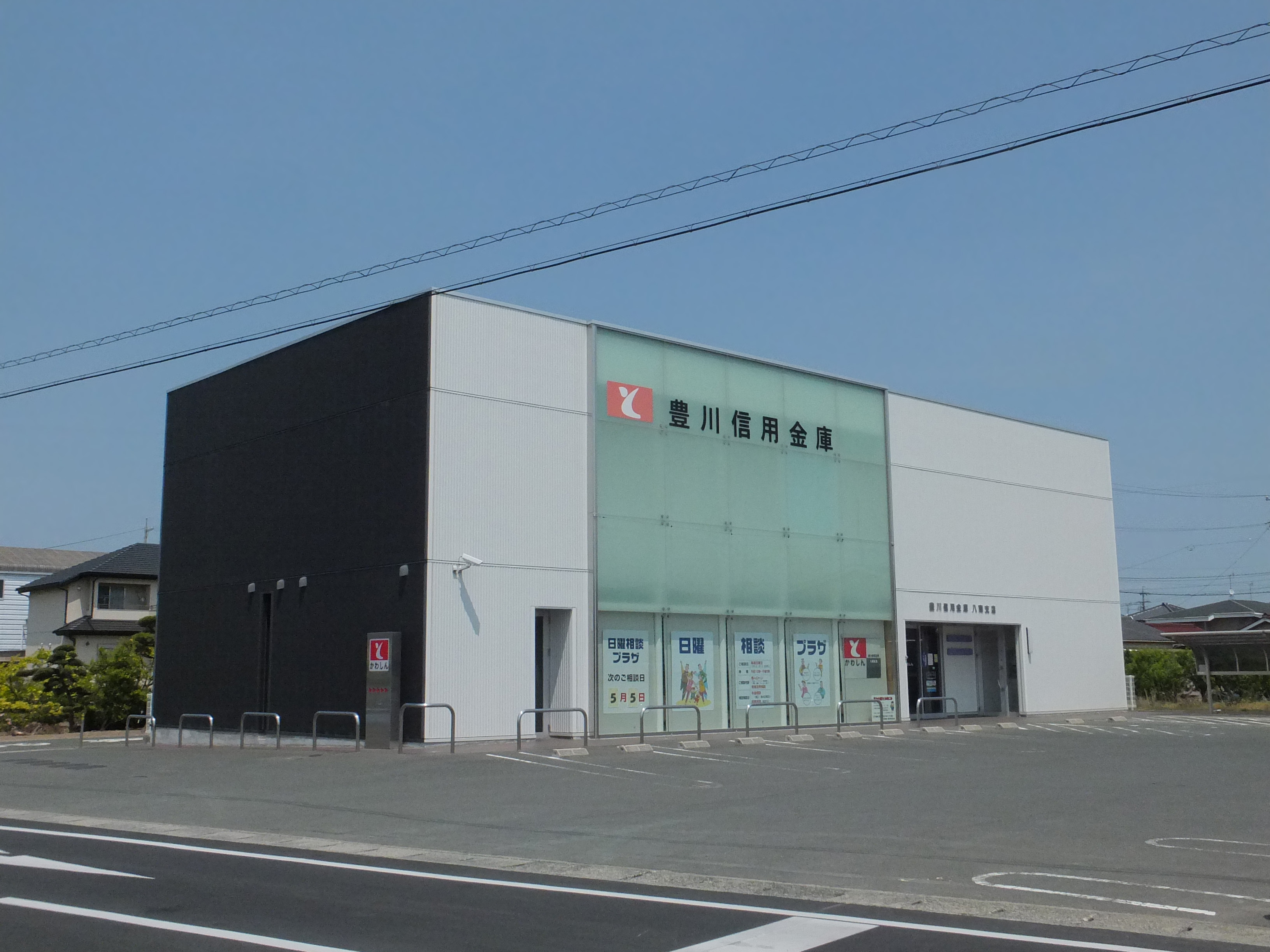
八南支店（豊川市市田町中社17番地2）
  - 1982年（昭和57年）3月29日 - 豊川市市田町中社16番地に開設[19]。
  - 2006年（平成18年）5月12日 - 豊川市市田町中社17番地2に移転[16]。
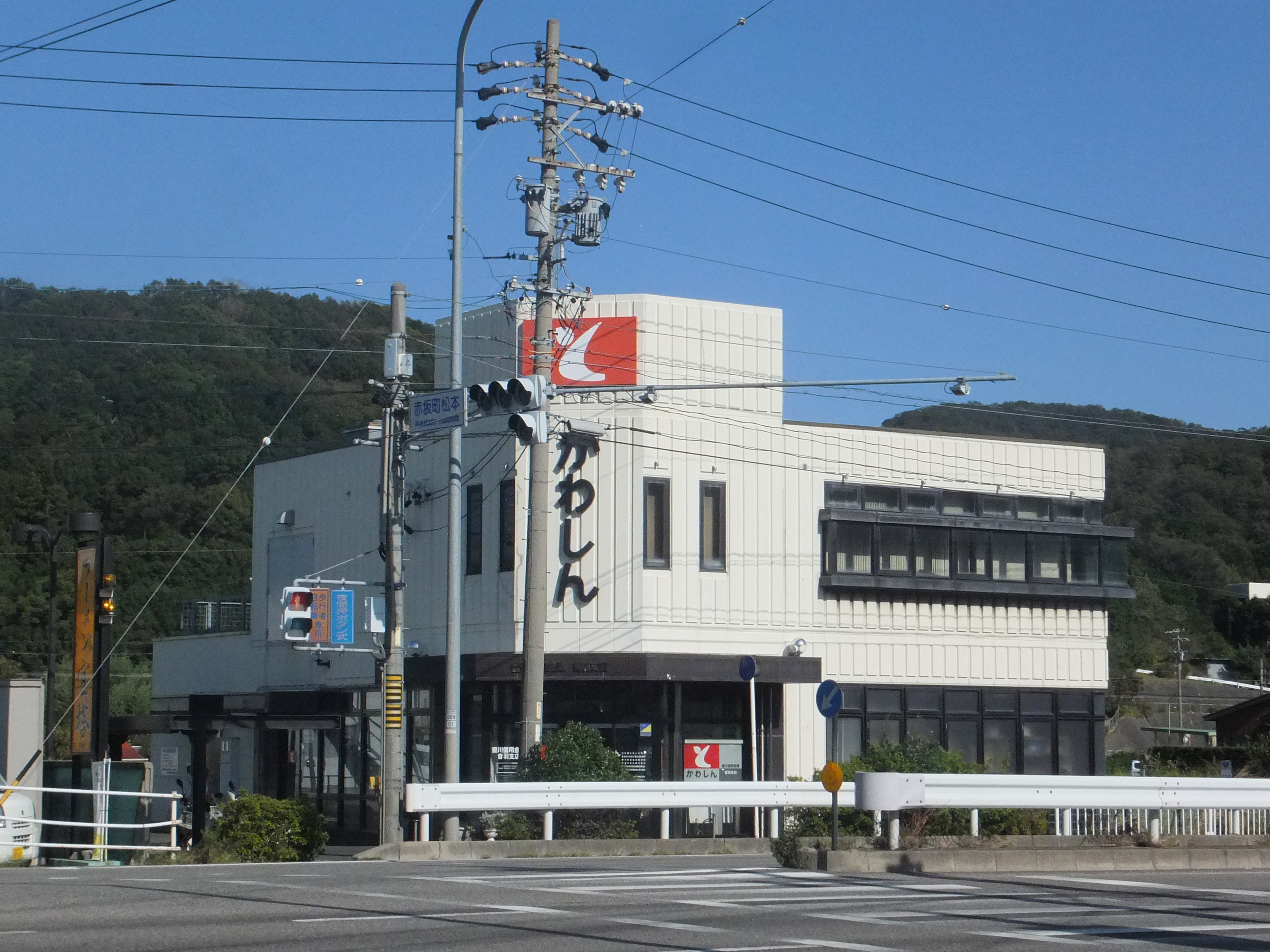
新城支店（新城市城北1丁目1番地5）
  - 1982年（昭和57年）9月16日 - 新城市城北1丁目1番地5に開設[19]。
  - 2004年（平成16年）1月19日 - 廃止[20]。
- 二川支店（豊橋市大岩町字西郷内91番地5）
  - 1984年（昭和59年）6月18日 - 豊橋市大岩町字西郷内95番地1に開設[18]。
- 草間支店（豊橋市草間町二本松24番地1）
  - 1984年（昭和59年）9月17日 - 豊橋市草間町二本松24番地1に開設[26]。ドライブスルー方式を設置した[26]。
  - 2003年（平成15年）9月23日 - 廃止[20]。
- 音羽支店（豊川市赤坂町大日156番地1）
  - 1985年（昭和60年）9月24日 - 宝飯郡音羽町大字赤坂大日156番地1に開設[26]。
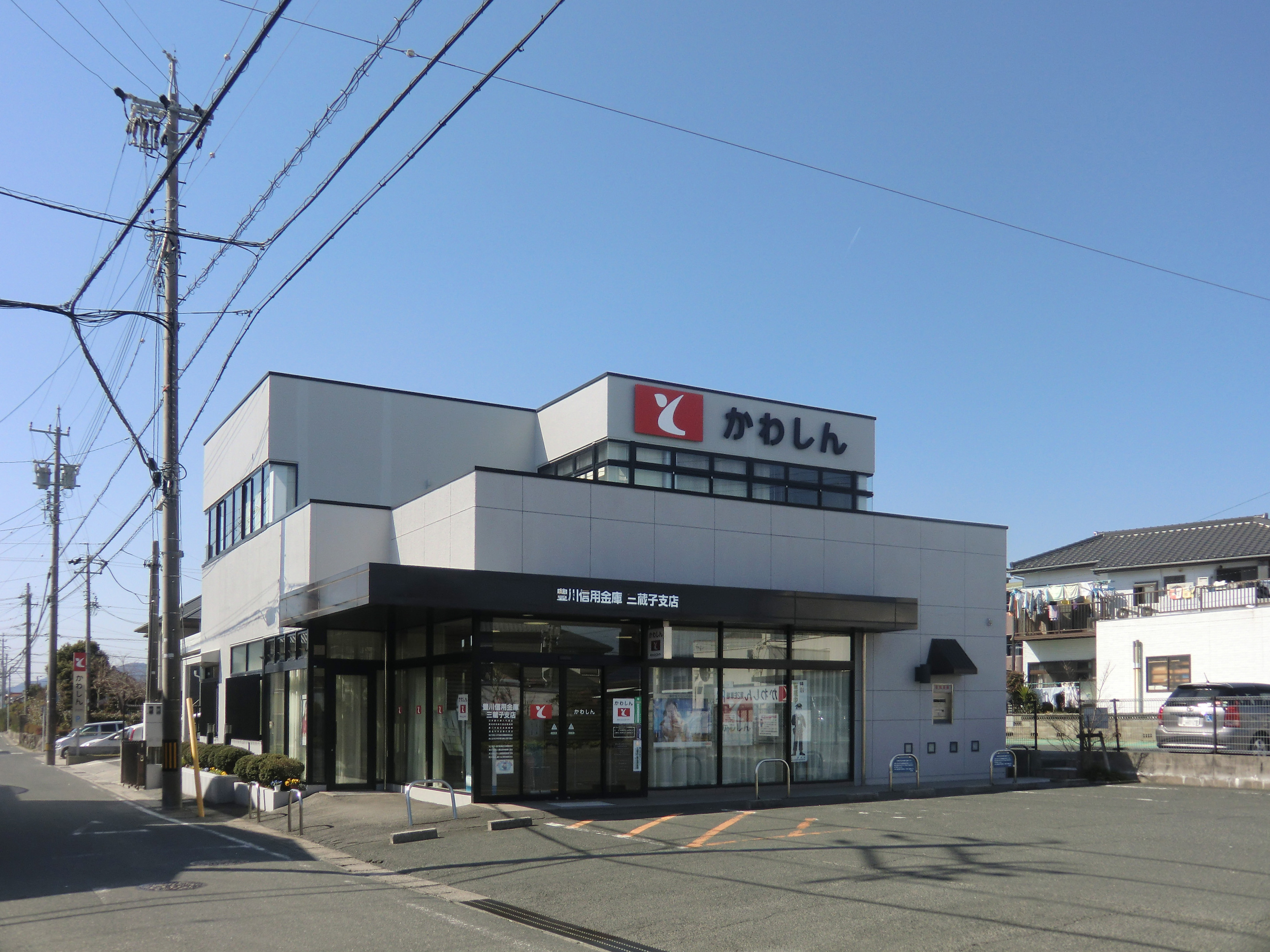
蔵子支店（豊川市蔵子6丁目18番地1）
  - 1985年（昭和60年）10月28日 - 豊川市蔵子6丁目18番地1に開設[27]。
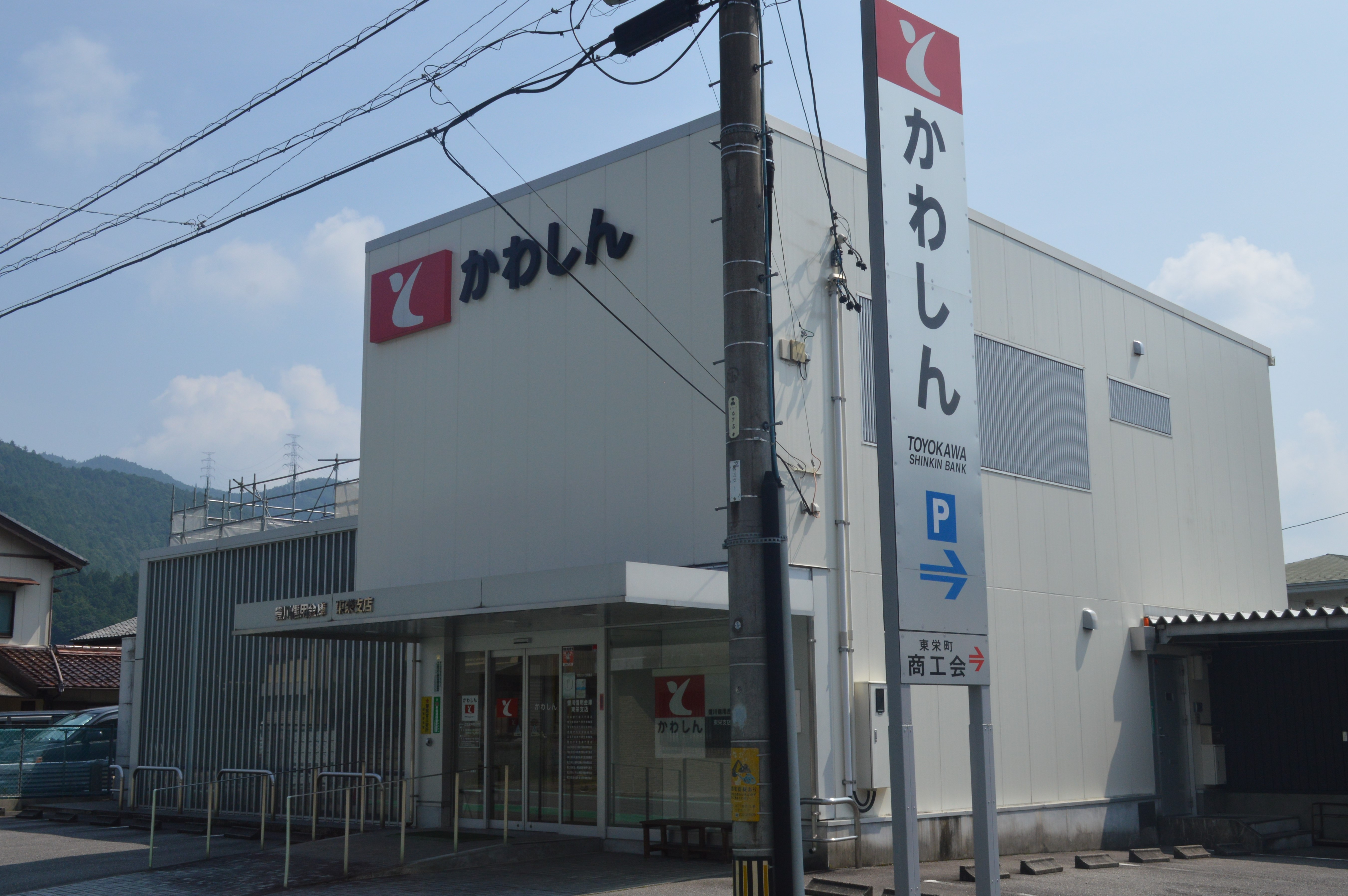
牛川支店（豊橋市牛川通5丁目12番地4）
  - 1987年（昭和62年）3月9日 - 豊橋市牛川通5丁目12番地4に開設[28]。
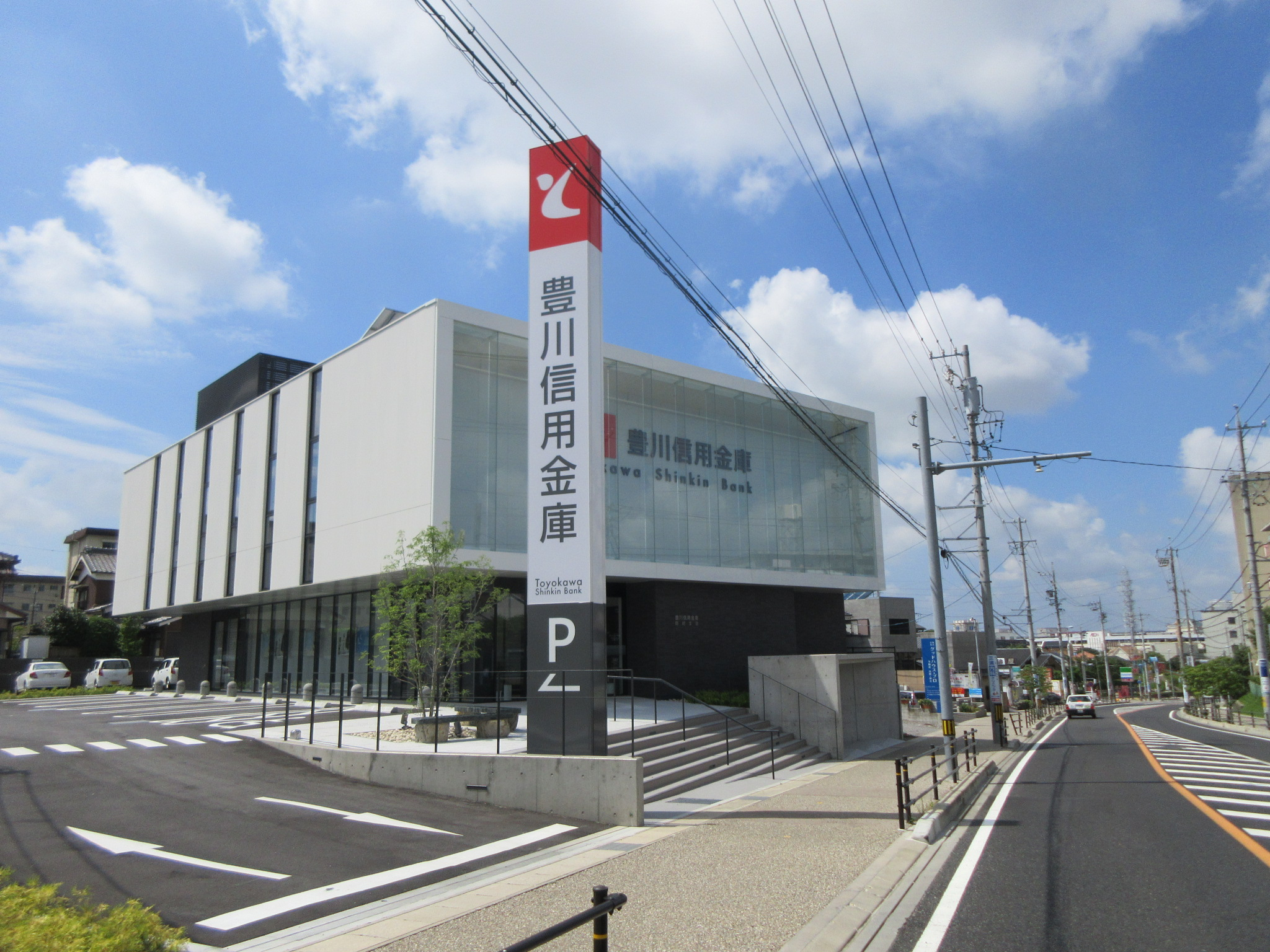
蒲郡西支店（蒲郡市竹谷町江畑52番地4）
  - 1988年（昭和63年）9月26日 - 蒲郡市竹谷町江畑52番地4に開設[29]。
  - 2020年（令和2年）4月2日 - 蒲郡支店を母店とするサテライト店舗とする[30]。融資業務・渉外業務については母店で取り扱う。
- 佐藤町支店（豊橋市つつじが丘2丁目1番地2）
  - 1989年（平成元年）12月4日 - 豊橋市つつじが丘2丁目1番地2に開設[29]。
- 大清水支店（豊橋市大清水町字大清水5番地1）
  - 1990年（平成2年）6月11日 - 豊橋市大清水町字大清水5番地1に開設[29]。
- 鳳来支店（新城市長篠字内金5番地2）
  - 1992年（平成4年）7月20日 - 南設楽郡鳳来町長篠字内金5番地2に開設[11]。
- 田原支店（田原市赤石1丁目38番地）
  - 1993年（平成5年）11月15日 - 渥美郡田原町赤石1丁目38番地に開設[11]。
- 豊支店（豊川市東名町1丁目128番地）
  - 1993年（平成5年）11月24日 - 豊川市谷川町西浦41番地に開設[11]。
- 三蔵子支店（豊川市本野町北浦93番地1）
  - 1988年（昭和63年）2月8日 - 豊川市本野町北浦93番地1に、本店営業部三蔵子出張所を開設[29]。
  - 1995年（平成7年）5月8日 - 同地に開設[22]。
- 菰口支店（豊橋市菰口町6丁目56番地1）
  - 1983年（昭和58年）11月21日 - 豊橋市菰口町6丁目56番地1に、豊橋支店菰口出張所を開設[18]。
  - 1996年（平成8年）12月9日 - 同地に開設[22]。
- 藤沢支店（豊橋市柱六番町138番地1）
  - 1997年（平成9年）11月25日 - 豊橋市柱六番町138番地1に開設[31][32]。
- 中央通支店（豊川市中央通4丁目21番地）
  - 1991年（平成3年）10月28日 - 豊川市中央通4丁目21番地に、いなり支店中央通出張所を開設[11]。
  - 1998年（平成10年）7月6日 - 同地に開設[33]。
  - 2018年（平成30年）7月9日 - 本店営業部、諏訪支店、新桜支店、いなり支店へ統合[34]。
- 新城中央支店（新城市字町並82番・83番合併地）
  - 2000年（平成12年）10月1日 - 合併により東三信用組合本店から豊川信用金庫新城中央支店となる[5]。
- 東栄支店（北設楽郡東栄町大字本郷字東万場40番地）
  - 2000年（平成12年）10月1日 - 合併により東三信用組合東栄支店から豊川信用金庫東栄支店となる[5]。
  - 2003年（平成15年）6月18日 - 改築竣工[20]。
- 三河大野支店
  - 2003年（平成15年）1月26日 - 三河大野出張所に変更[20]。
  - 2006年（平成18年）9月23日 - 三河大野出張所を廃止[20]。
- 大海支店
  - 2002年（平成14年）9月23日 - 廃止[35]。
- 野田支店
  - 2002年（平成14年）9月23日 - 廃止[35]。
- 新川支店
  - 2001年（平成13年）9月30日 - 廃止[35]。
- 岡崎支店（岡崎市竜美南2丁目1番7）
  - 2002年（平成14年）10月15日 - 合併により岡崎市民信用組合本店から豊川信用金庫岡崎支店となる[6]。
  - 2017年（平成29年）4月17日 - 乙川リバーフロント地区整備に合わせて唐沢町から竜美南2丁目に新築移転[36]。
- 本宿支店（岡崎市本宿町字西木竹7番地1）
- 幸田支店（額田郡幸田町大字芦谷字大西3番地の1）
  - 2019年（令和元年）11月18日 - 額田郡幸田町大字芦谷字後シロ42番地1から字大西3番地1に新築移転。
- 矢作支店
  - 2005年（平成17年）10月11日 - 岡崎支店へ統合[20]。
- 岡崎東支店
  - 2003年（平成15年）9月23日 - 廃止[20]。
- 額田支店
  - 2003年（平成15年）9月23日 - 廃止[20]。

- 豊橋支店
- 一宮支店
- いなり支店
- 三ノ輪支店
- 八南支店
- 音羽支店
- 三蔵子支店
- 東栄支店
- 岡崎支店

## 事件

### デマによる取り付け騒ぎ
1973年（昭和48年）12月、「豊川信用金庫が倒産する」という流言が広まり、取り付け騒ぎが発生した。当時、経営状況など倒産につながりうるような問題は全くなく、豊川信用金庫への就職が決まった女子高校生とその友人とのたわいもない雑談がきっかけでデマが生じたことが判明した。

### 立てこもり事件

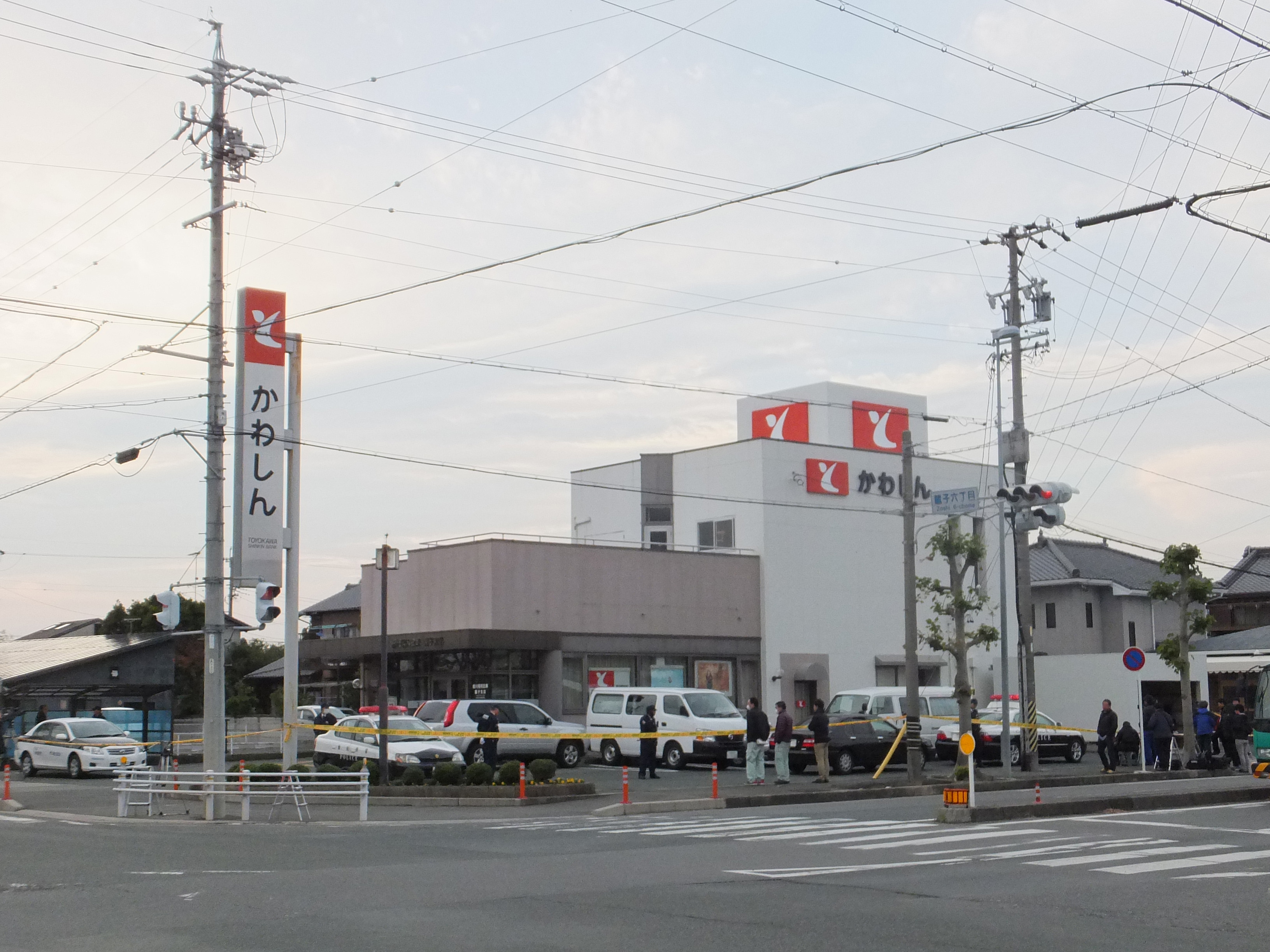
立てこもり事件の犯人が逮捕されてから半日後の蔵子支店

2012年（平成24年）11月22日、蔵子支店で刃物を持った男が客1人と次長を含めた職員4人を人質に野田佳彦内閣総理大臣の辞任や報道関係者を呼ぶことなどを要求して立てこもる事件が発生した。
その後犯人は懲役9年の実刑判決を受けたが、出所後の2022年（令和4年）6月21日に埼玉県川越市のインターネットカフェ、快活CLUB川越脇田新町店で店員を人質にとり再び逮捕されている。